# Ngày châu Phi
Ngày châu Phi (trước đây là Ngày tự do châu Phi và Ngày giải phóng châu Phi) là lễ kỷ niệm hàng năm thành lập Tổ chức châu Phi Thống nhất vào ngày 25 tháng 5 năm 1963. Ngày lễ được tổ chức ở nhiều quốc gia trên lục địa châu Phi, cũng như trên khắp thế giới. Tổ chức này đã được chuyển đổi thành Liên minh châu Phi vào ngày 9 tháng 7 năm 2002 tại Durban, Nam Phi, nhưng ngày lễ vẫn tiếp tục được tổ chức vào ngày 25 tháng 5.

## Bối cảnh
Đại hội các quốc gia châu Phi độc lập đầu tiên được tổ chức tại Accra, Ghana vào ngày 15 tháng 4 năm 1958. Đại hội được triệu tập bởi Thủ tướng Ghana Kwame Nkrumah, bao gồm các đại diện từ Ai Cập (khi đó là một bộ phận của Cộng hòa Ả Rập Thống nhất), Ethiopia, Liberia, Libya, Maroc, Sudan, Tunisia, Liên minh các dân tộc Cameroon và nước chủ nhà Ghana. Liên minh Nam Phi đã không được mời. Hội nghị cho thấy sự tiến bộ của các phong trào giải phóng dân tộc trên lục địa châu Phi, là biểu tượng cho quyết tâm của người dân châu Phi giải phóng bản thân họ thoát khỏi sự thống trị và bóc lột của nước ngoài. Mặc dù Hội nghị Liên minh châu Phi đã làm việc hướng tới các mục tiêu tương tự kể từ khi thành lập vào năm 1900, đây là lần đầu tiên một cuộc họp như vậy diễn ra trên đất châu Phi.
Hội nghị kêu gọi thành lập Ngày Tự do Châu Phi, một ngày để "... đánh dấu mỗi năm của tiến bộ phong trào giải phóng và tượng trưng cho quyết tâm của người dân châu Phi tự giải phóng mình khỏi sự thống trị và bóc lột của nước ngoài."
Hội nghị đáng chú ý ở chỗ nó đặt nền tảng cho các cuộc họp tiếp theo của các nguyên thủ quốc gia và chính phủ châu Phi trong Nhóm Casablanca và kỷ nguyên của Nhóm Monrovia, cho đến khi thành lập Tổ chức châu Phi Thống nhất (OAU) vào năm 1963.

## Lịch sử
Năm năm sau, vào ngày 25 tháng 5 năm 1963, đại diện của 30 quốc gia châu Phi đã gặp nhau tại Addis Ababa, Ethiopia, do Hoàng đế Haile Selassie chủ trì. Đến lúc đó, hơn hai phần ba lục địa đã giành được độc lập khỏi các đế quốc. Tại cuộc họp này, Tổ chức châu Phi Thống nhất đã được thành lập, với mục đích ban đầu là khuyến khích việc phi thực dân hóa ở Angola, Mozambique, Nam Phi và Nam Rhodesia. Tổ chức này cam kết hỗ trợ cuộc chiến được thực hiện bởi các chiến binh tự do, và loại bỏ quyền can thiệp quân sự vào các quốc gia thuộc địa. Một điều lệ đã được đặt ra nhằm tìm cách cải thiện mức sống giữa các quốc gia thành viên. Selassie từng nói, "Có thể hội nghị liên minh này kéo dài 1.000 năm."
Điều lệ được ký bởi tất cả những người tham dự vào ngày 26 tháng 5, ngoại trừ Morocco. Tại cuộc họp đó, Ngày Tự do Châu Phi được đổi tên thành Ngày Giải phóng Châu Phi. Năm 2002, OAU được thay thế bởi Liên minh châu Phi. Tuy nhiên, lễ kỷ niệm đổi tên của Ngày châu Phi tiếp tục được tổ chức vào ngày 25 tháng 5 liên quan đến sự hình thành của OAU.

## Lễ kỷ niệm hiện nay
Ngày châu Phi tiếp tục được tổ chức ở cả châu Phi và trên thế giới, chủ yếu là vào ngày 25 tháng 5 (mặc dù trong một số trường hợp, các giai đoạn lễ kỷ niệm này có thể được kéo dài trong một vài ngày hoặc vài tuần). Chủ đề được đặt cho Ngày châu Phi mỗi năm, với năm 2015 là "Năm trao quyền và phát triển phụ nữ theo chương trình nghị sự 2063 của châu Phi". Tại một sự kiện ở thành phố New York năm 2015, Phó Tổng thư ký Liên Hợp Quốc, Jan Eliasson đã gửi một thông điệp từ Tổng thư ký Ban Ki-moon, trong đó ông nói: "Chúng ta hãy... tăng cường nỗ lực cung cấp cho phụ nữ châu Phi tiếp cận tốt hơn với giáo dục, công việc và chăm sóc sức khỏe và bằng cách đó, thúc đẩy quá trình chuyển đổi của châu Phi".